# جیم هاروی
جیم هاروی (انگلیسی: Jim Harvey؛ زادهٔ ۲ مهٔ ۱۹۵۸) فوتبالیست اهل بریتانیا است.
از باشگاه‌هایی که در آن بازی کرده‌است می‌توان به باشگاه فوتبال مورکم، باشگاه فوتبال ساوتپورت، باشگاه فوتبال آرسنال، باشگاه فوتبال بریستول سیتی، باشگاه فوتبال کرو آلکساندرا، باشگاه فوتبال رکسهام، و باشگاه فوتبال ترانمره راورز اشاره کرد.
وی همچنین در تیم ملی فوتبال زیر ۲۱ سال ایرلند شمالی بازی کرده‌است.